# Nicoline Artursson
 (novembre 2011).
Si vous disposez d'ouvrages ou d'articles de référence ou si vous connaissez des sites web de qualité traitant du thème abordé ici, merci de compléter l'article en donnant les références utiles à sa vérifiabilité et en les liant à la section « Notes et références ».
Nicoline Artursson, née le 22 avril 1993, est un mannequin suédois.

## Biographie
Elle est née dans le village de Villshärad dans la banlieue de Halmstad. 
Elle parle couramment le français après avoir vécu à Paris, pour une année de modélisation pour l'entreprise de vêtements Abercrombie & Fitch situé sur les Champs-Élysées.
Nicoline devient la Bachelorette dans la version française de la série télévisée de la réalité The Bachelorette, mais a refusé comme elle l'avait fait terminer ses études en Suède.